# 谢列茨农村居民点
谢列茨农村居民点（俄语：Селецкое сельское поселение）是俄罗斯联邦布良斯克州特鲁布切夫斯克区所属的一个农村居民点。其下辖有15个居民点，行政中心为谢列茨。据2015年统计，该农村居民点的人口为3096人。